# آرامگاه پیر سرخ
بقعه پیر سرخ مربوط به دوره صفوی است و در قدیم لار، محله کوری جان واقع شده و این اثر در تاریخ ۲۵ اسفند ۱۳۷۹ با شمارهٔ ثبت ۳۴۲۴ به‌عنوان یکی از آثار ملی ایران به ثبت رسیده است.